# Juan Sebastián Elcano
Juan Sebastián Elcano (Guetaria, Guipúzcoa, Kongeriget Kastilien, 1476 – Stillehavet, 4. august 1526) var en baskisk opdagelsesrejsende, der arbejdede for Kongeriget Kastilien.
Juan Sebastián Elcano overtog ledelsen af den ekspedition som oprindelig var ledet af Ferdinand Magellan, da Magellan blev dræbt på Filippinerne under slaget ved Mactan. Elcano og de resterende 17 søfolk, endte således med at blive de første mennesker der sejlede hele jorden rundt, men har desværre ikke fået den plads i historiebøgerne som denne bedrift fortjener. De kom tilbage til Sevilla den 8. september 1522 efter en rejse på 3 år og en måned. Han blev belønnet med sit eget våbenskjold med mottoet Primus circumdedisti me – 'Du som første navigerede rundt om mig', og en årlig pension.

## Før jordomsejlingen
Som eventyrer kæmpede han under Gonzalo Fernández de Córdoba i Italien, og i 1509 tilsluttede han sig en ekspedition organiseret af Kardinal Cisneros mod Algier. Senere slog han sig ned i Sevilla og blev kaptajn på et handelsskib.
Efter at have brudt spansk lov ved at overgive et af sine skibe til genovesiske bankmænd som betaling for gæld søgte han nåde fra den spanske konge Karl I ved at melde sig som underordnet officer til Ferdinand Magellans ekspedition for at åbne en trans-stillehavsrute til krydderiøerne. Han blev skånet for henrettelse af Magellan, efter han tog del i et mytteri i Patagonien, og efter fem måneders hårdt arbejde i lænker i Patagonien blev Elcano udnævnt til kaptajn af skibet Concepción, et af fem skibe.

## Jordomsejlingen
Elcano blev senere leder af ekspeditionen, da Magellan blev dræbt i Slaget ved Mactan på Mactan i Filippinerne 27. april 1521. Der var kun tre skibe tilbage efter slaget, men der var ikke hænder nok til at bemande dem, så Elcano satte ild til Concepción og fortsatte rejsen med Trinidad og Victoria.
Efter han ankom til Molukkerne 8. november 1521, og han havde lastet skibene med krydderier, delte han flåden: Trinidad skulle sejle tilbage over Stillehavet, mens Victoria med Elcano som kaptajn skulle risikere at passere det Indiske Ocean, som var portugisk kontrolleret. Trinidad blev efterladt for at blive repareret og blev senere plyndret af portugiserne og ødelagt.
Den 18. marts 1522 opdagede Elcano Île Amsterdam i det sydlige Indiske Ocean, men navngav ikke øen.
I juli 1522 ankom Victoria til Kap Verde øerne, en portugisisk base ved den afrikanske Atlanterhavskyst. Elcano løj for den portugisiske administration og sagde, at han var sejlet fra de spanske besiddelser i Amerika. Da hans løgn blev afsløret, var han allerede langt væk og på vej mod Cadiz.
Den 6. september 1522 sejlede Elcano ind i Sanlúcar de Barrameda, Spanien, om bord på Victoria efter en tur på 78.000 km rundt om jorden sammen med 17 andre europæiske overlevende ud af den 265 mand store ekspedition og 4 (ud af 13) tidoresiske asiater. Profitten fra krydderierne, som de medbragte, gjorde dem rige. Kongen gav ham et våbenskjold med jorden med mottoet: Primus circumdedisti me (Du som første navigerede rundt om mig). Det har dog måske været en af Magellans sydøstasiatiske tjenere, som var den første til at rejse rundt om jorden, da flåden nåede til hans hjemland.
I 1525 var Elcano medlem af Loaísa-ekspeditionen. Han blev udnævnt sammen med García Jofre de Loaísa som søkaptajen med kommando over 7 skibe og sendt ud for at påberåbe sig retten til Krydderiøerne på vegne af kong Karl 1. af Spanien. Både Elcano og Loaísa døde af fejlernæring på Stillehavet, mens de prøvede at gennemføre den anden jordomsejling. Dette blev i stedet klaret af nogle få af deres rejsekammerater.